# 橋本以行
橋本 以行（はしもと もちつら、1909年（明治42年）10月14日 - 2000年（平成12年）10月25日）は、大日本帝国海軍の軍人、第二復員省および復員庁の事務官。京都市出身。最終階級は海軍中佐。戦後は梅宮大社名誉宮司、大神宮社宮司。
潜水艦『伊58』艦長時、原子爆弾をテニアンまで運搬したアメリカ海軍の重巡洋艦『インディアナポリス』を撃沈したことで知られる。

## 年譜
- 1931年（昭和6年） - 海軍兵学校（59期）卒
- 1937年（昭和12年）11月15日 - 保津乗組[1]
  - 12月1日 - 任海軍大尉[2]
  - 12月13日 - 海軍第十一戦隊の砲艦「保津」に乗艦し揚子江上にて南京包囲戦に参加する。
- 1938年（昭和13年）12月15日 - 沖風水雷長兼分隊長[3]
- 1939年（昭和14年）5月20日 - 横須賀鎮守府附[4]
  - 6月1日 - 海軍水雷学校高等科学生[5]
  - 12月1日 - 海軍潜水学校乙種学生[6]
- 1940年（昭和15年）3月20日 - 伊号第百二十三潜水艦水雷長兼分隊長[7]
  - 10月15日 - 伊号第五十五潜水艦水雷長兼分隊長[8]
- 1941年（昭和16年）7月15日 - 伊号第二十四潜水艦艤装員[9]
  - 10月31日 - 伊号第二十四潜水艦水雷長兼分隊長[10]
- 1942年（昭和17年）2月1日 - 海軍潜水学校甲種学生[11]
  - 5月30日 - 呉鎮守府附被仰付[12]
  - 6月30日 - 呂号第三十一潜水艦長兼伊号第百五十二潜水艦長[13]
  - 7月20日 - 免兼職伊号第百五十二潜水艦長[14]
  - 11月1日 - 任海軍少佐[15]
- 1943年（昭和18年）3月16日 - 伊号第百五十八潜水艦長[16]
  - 7月25日 - 呂号第四十四潜水艦艤装員長[17]
  - 9月13日 - 呂号第四十四潜水艦長[18]
- 1944年（昭和19年）5月14日 - 呉鎮守府附被仰付[19]
  - 6月7日 - 伊号第五十八潜水艦艤装員長[20]
  - 9月7日 - 伊号第五十八潜水艦長[21]
- 1945年（昭和20年）7月30日 - 米海軍重巡洋艦『インディアナポリス』を撃沈。
  - 9月5日 - 任海軍中佐[22]
  - 11月20日 - 雪風駆逐艦長[23]（渡米のため未着任）
  - 11月27日 - 海軍省出仕[24]
  - 11月30日 - 予備役被仰付、命充員召集[25]。
  - 12月1日 - 第二復員省出仕[26]、任第二復員官
- 1946年（昭和21年）2月5日 - 対馬艦長[27]
  - 4月1日 - 任第二復員事務官
  - 6月5日 - 呉地方復員局艦船運航部附[28]
  - 6月15日 - 復員庁第二復員局、任復員事務官
- 2000年（平成12年）死去、享年91

## 『インディアナポリス』雷撃･撃沈
橋本が指揮する『伊号第五十八潜水艦』（以下、『伊58潜』とする）は神潮特別攻撃隊『多聞隊』を乗せ、1945年（昭和20年）7月18日平生基地を出撃しフィリピン東方海域へ向かった。パラオ島北方250カイリ付近を哨戒任務中の7月29日午後11時35分頃、水平線上に敵大型艦らしき物を確認し急速潜航を行い、潜望鏡深度を保ったまま敵艦に近づいて行った。潜望鏡で敵艦艇を戦艦クラスと確認した橋本は、回天搭乗員に出撃命令を下すと共に魚雷戦用意の命令を発した。
最初は回天による特攻戦術も考えた橋本であったが、敵艦を完全に捕捉しているので魚雷による攻撃でも充分と判断し、回天での攻撃は取り止めた。前日に2基の回天を出撃させてはいたが、回天の特眼鏡は性能が悪く夜間（当日は月が出ていて、潜水艦の夜間用潜望鏡では視認可能であったが、雲が多く天候自体はよくなかった）の攻撃は非常に困難であった。回天搭乗員は橋本に対し何度も出撃の催促を行う場面もあったが、「通常魚雷で沈められるときは通常魚雷で攻撃する」と述べて却下している。後年の回顧によると、無駄な特攻による戦没者をこれ以上出したくなかったとも述べている。
明けて7月30日午前0時2分に、距離1500mから6本の魚雷を深度4m、速力48kt、それぞれ3度の角度で扇状に3秒間隔で発射し、その内の3発が（アメリカ軍によると2発）命中した。インディアナポリスは大きく右舷に傾き、僅か15分ほどで沈没した（一説によればインディアナポリスは5分で沈んだとも云われる）。これは橋本の「唯一の戦果」とも言われており、日本海軍最後の大戦果とも言われている。インディアナポリスはSOSを一回打信した直後に電気系が水没、アメリカ海軍はたった一回のSOSを受信しながら組織内の齟齬により司令部に連絡が伝わらず、インディアナポリス乗組員は悲惨な漂流を強いられた。
橋本は「アイダホ型戦艦撃沈確実」と報告したが、自らが沈めたこの艦が『インディアナポリス』であったこと、広島・長崎に投下された原子爆弾をテニアン島に輸送したのちに、レイテ島に移動中だった事を知ったのは戦後のことであった。
アメリカ軍側は、インディアナポリスが潜水艦による魚雷攻撃で撃沈されたという事実を確認すると、原爆の輸送情報が事前に日本軍側に漏洩していたのではないかと疑い、戦後橋本に対しアメリカにまで呼んで数日間に渡り尋問を行ったとも言われている。しかしインディアナポリス撃沈は全くの偶然であった。米海軍は「適切なジグザグ運動をしていたら、インディアナポリスの撃沈は防げた」と考え、状況確認を行ったが、橋本は「あの位置関係ならばジグザグ運動をしていても撃沈できた」と証言している。またこの尋問は、正常な情報管理があったら、より早くインディアナポリスの沈没を知ることができ、584名もの兵士が死ぬことは無かった。その罪をインディアナポリスの艦長であったチャールズ・B・マクベイ3世に全責任を負わせるために、橋本以行に「インディアナポリスが適切な回避行動をとっていたら、撃沈できなかった」と証言させたいが為に、わざわざアメリカにまで呼んで証言させたと言われ、実際に橋本に対する尋問内容もこの説の内容に沿ったものになっている。マクベイ大佐を追及するために、英語に堪能なわけでもない橋本を公費でアメリカ本土に渡航させて喚問したことは、当時の米国内でも物議を醸した。民主党のロバート・ドウトン議員に至っては、「ジャップの将校を召喚して自軍の将校に不利な証言をさせるとは、今まで聞いた中で最も卑劣なことだ。私は25年間、海軍の裁判所や委員会の法務で生計を立ててきたが、これは全裁判所・委員会・議会調査を通して史上最低レベルだ」と辛らつに批判している。ただし、橋本自身はこのとき非常に厚遇されており、後に「軟禁状態であったものの、名誉ある将校のように扱われて驚いた」と語っている。
2020年1月11日にナショナルジオグラフィック(日本語版）で放映された「悲劇のUSSインディアナポリスを探せ」の中で、橋本本人がこの予備尋問で宣誓証言をしている模様を記録した、当時の白黒フィルム映像が挿入されており(ナレーションが被ってしまってはいるものの)、本人の肉声も聞く事が出来る。結局、予備尋問のみで橋本は帰国し、マクベイは有罪判決を受けて自殺に追い込まれた。
橋本自身は、マクベイの名誉回復に最も熱心だったと言われている。アメリカでマクベイの名誉回復の動きが始まったことを日本のジャーナリストから知らされたのを受け、1999年11月に上院軍事委員会委員長のジョン・ウォーナーへ電子メールを送り、マクベイの名誉回復を訴えている。しかし、マクベイの名誉が回復されたのは橋本が亡くなった五日後（2000年10月30日）のことであった。
1990年に橋本はインディアナポリスの元乗組員らと交流し、和解している。橋本死後の2015年にも、娘と孫が元インディアナポリス乗組員の会合に招かれて生存者らと交流している。

## 鎮魂の日々
橋本と『伊58潜』はその後も作戦を続け、無事に終戦を迎えた。
戦後は第二復員省、復員庁勤務から公職追放を経て、川崎重工造船事業部に勤務。後に神職の資格を取り、梅宮大社の神職となる。1976年、兄で同社宮司順忠が亡くなった後、梅宮大社宮司となった。図らずも回天特攻隊員を運送する任を負っていたこと、回天搭乗員を出撃させ戦死させたこと、もっと早く哨戒海域に着いていれば広島と長崎への原爆投下を防げたのでは（テニアン島入港前の『インディアナポリス』を撃沈できたのではないか？）、インディアナポリス撃沈後に海上捜索していれば、捕虜から原爆存在の秘密が聞き出せたのではないか？と云う様々な自責の念から、太平洋戦争で亡くなった全ての御霊の鎮魂を祈る日々を送ったと云われる。
橋本はアメリカでの尋問中「日本兵の蛮行」について言及している。また生存中、1937年の南京事件時のことも、客観的に話をしていたという。現在防衛研究所戦史部には橋本の「橋本以行手記第2編　揚子江遡江作戦」が保存されているが、この史料は非公開である。
子息である橋本以裕は梅宮大社の宮司、そして孫の以光は梅宮大社の権宮司となり、毎年3月に回天記念碑で慰霊祭を執り行っている。

## 著書
- 『伊58潜帰投せり』 新版・学習研究社M文庫。ISBN 4-05-901028-6
- 『日米潜水艦戦―第三の原爆搭載艦撃沈艦長の遺稿』 新版・光人社NF文庫。ISBN 4-7698-2407-6
- 『潜水艦隊』潮書房光人社。ISBN 978-4769815662（『丸』誌上での橋本を含む元・潜水艦艦長らによる対談を収録）、光人社NF文庫で再刊

## 登場作品

### 映画
- パシフィック・ウォー（2016年、サバン・フィルム） - 演：竹内豊

### 関連作品
- 真夏のオリオン（2009年、東宝） - 演：玉木宏
  - 池上司の『雷撃深度一九・五』を原作とした作品で、主人公の倉本孝行潜水艦長は橋本がモデルとなっている。